# エムシードゥコー

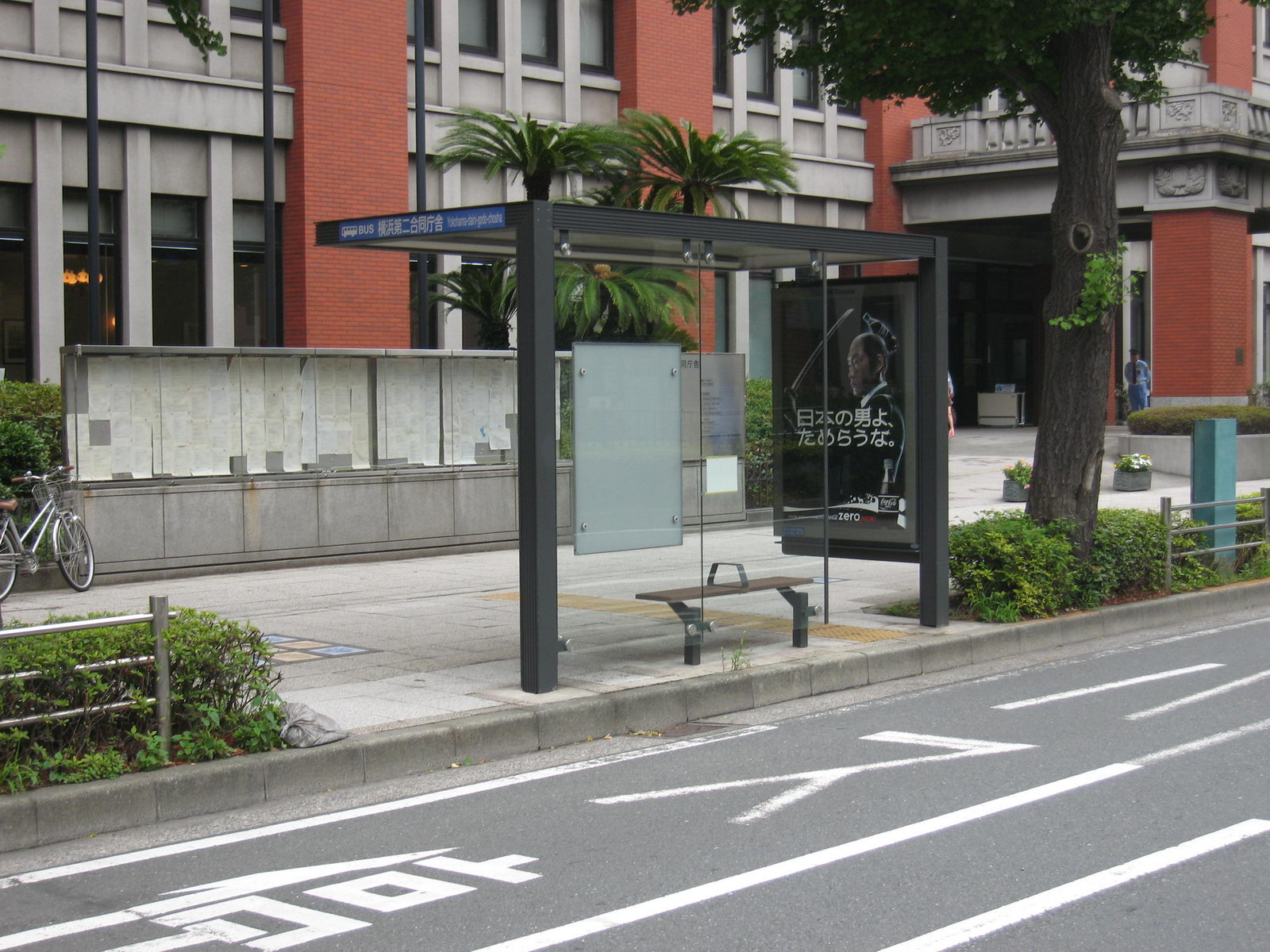
神奈川県横浜市内に設置された広告付きバス停。車道側に風防を設置したり、風防に時刻表を貼り付け、広告が車の運転者の目を引かないようにしてあるなど、安全面に配慮している。
（横浜第二合同庁舎前バス停）

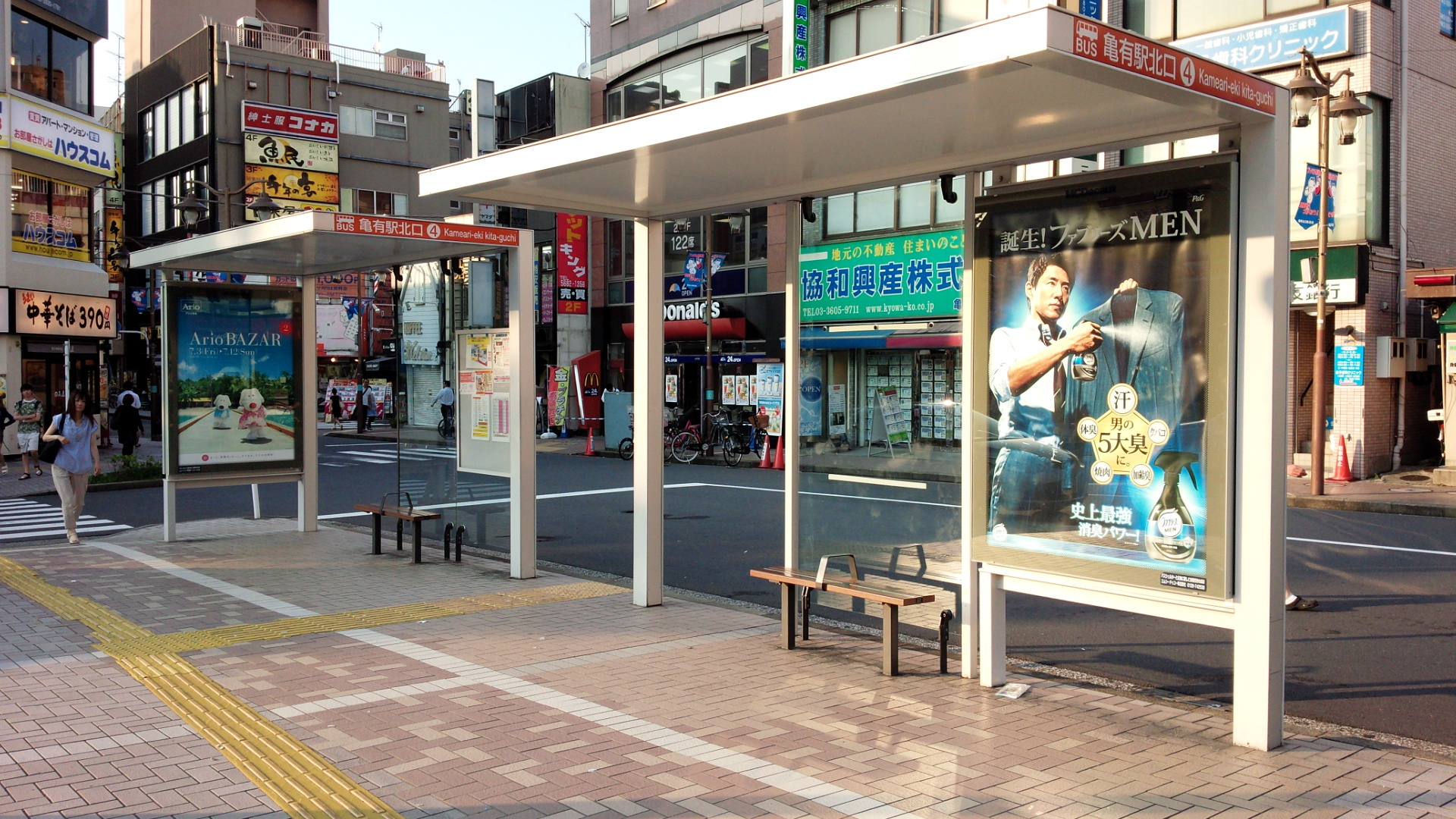
東京都葛飾区内に設置された広告付きバス停。東京都では広告条例で広告パネルの向きは道路に対して垂直としているが、これは垂直と並行を組み合わせた珍しい設置事例。
（亀有駅北口バス停）

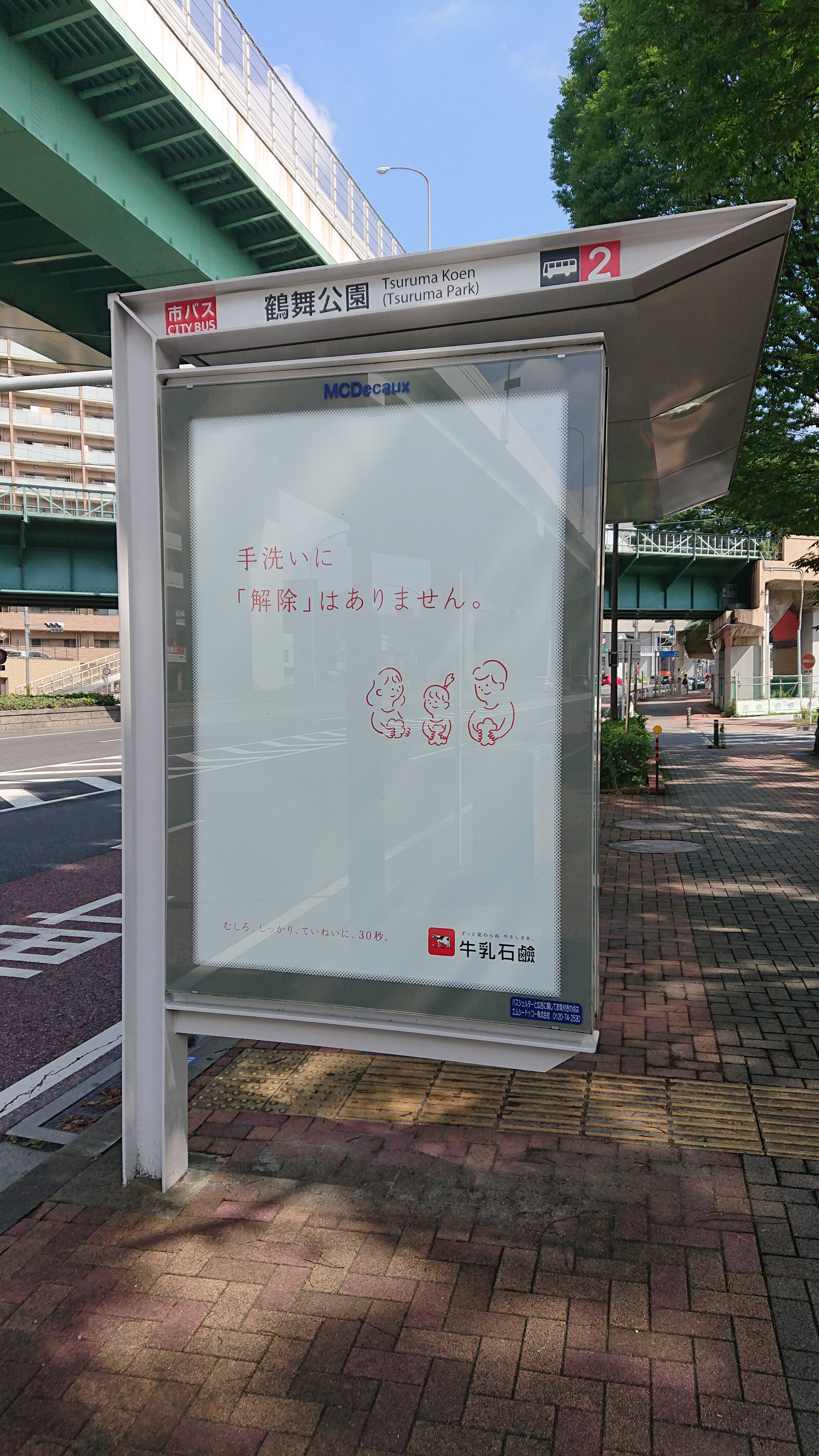
新型コロナウイルス感染症の流行を受け、手洗いを推奨するバス停広告
（鶴舞公園バス停、牛乳石鹸広告）

エムシードゥコー株式会社（MCDecaux Inc.）は、2000年にジェーシードゥコー社（フランス）と三菱商事株式会社の合弁によって設立された広告媒体社である。

## 概要
主に大型複合商業施設やバス停留所等の広告媒体の開発、設置・運営、販売を手がけている。

## 沿革
2000年10月、日本国内で広告付きバス停などを含むシティスケープ（都市型屋外広告メディアネットワーク）事業を実現させる目的で、フランスをはじめとして世界各国でバス停留所などのストリートファニチャーを手がけるジェーシードゥコー社と、日本の商社である三菱商事株式会社との合弁によって設立された現地法人会社。
設立当初からの目的であったシティスケープ事業の実現へ向けて、関係省庁との協議の結果、公共性・収益性・安全性などのさまざまな問題をクリアし、2003年1月にシックスシートサイズ（縦1755mm×横1185mm）のポスターを掲出できる広告パネルを添加したバス停の設置・運営、広告販売が認可され、同年3月に岡山県岡山市に初の広告付きバス停B-Stopの事業を開始。日本初となるシティスケープが誕生した。
また2010年には、日本初となる自転車シェアリングを導入したシクロシティ事業を富山にて開始。同年スマートパネル事業を、富山市、鹿児島市、名古屋市にて開始した。
これらのシティスケープは、横浜市、神戸市、大阪市など、日本国内41都市でB-Stopが約2000基以上稼働している。2016年6月に東京都の事業公募を通じて、新たに都営バスのバス停上屋のデザイン、設置、メンテナンス、バス停広告販売などを含む15年契約を締結。2016年12月には、東京都交通局が所有の97基の広告付バス停留所広告販売及び媒体管理の独占運用事業者に選定された。さらに東京都内において、大手民営バス会社11社のうち10社とB-Stopの設置・運営、販売契約を締結した。これらを含め、今後、日本全国に4000基以上のB-Stopを設置し6000面以上の広告パネルを展開する予定。
もう一つの基幹業務として、2000年12月にはイオン及びイオングループ各社と提携し、同社の商業施設内に「モールスケープ」と呼ばれるシックスシートサイズの可動パネル式広告媒体を設置・運営、広告販売を開始。
2004年6月には新たにイトーヨーカ堂と提携し、前述のイオングループと2大大型複合商業施設を併せて、2017年2月現在、全国160店舗以上にモールスケープを設置し、日本に全国展開している。
公共インフラの運営費用を広告収入で補う手法はかねてより存在したが、エムシードゥコーのように事業者自らが全てのリスクを負い、公共インフラを整備し広告収入のみで維持管理していく手法は他に例を見ない。
2014年6月30日、ジェーシードゥコーが三菱商事より株式25%を取得し、ジェーシードゥコーが85%、三菱商事は15％の株式を保持することを発表した。